# Rheinbote (Rakete)
Rheinbote (Suggestivname: Meteor) ist die Bezeichnung für eine im Zweiten Weltkrieg von Deutschland entwickelte, ungelenkte Kurzstreckenrakete.

## Entwicklung
Der Rheinbote entstand im Rahmen des Programmes für Vergeltungswaffen. Unter der Bezeichnung V4 sollte eine Fernrakete entwickelt werden, die im Gegensatz zur V2-Rakete mit Flüssigkeitsraketentriebwerk von einem Feststoffraketentriebwerk angetrieben wurde. Im Jahr 1941 reichte Rheinmetall-Borsig im Heereswaffenamt Studien ein, mit Raketen die bei Nutzlasten von 250, 500 und 1000 kg eine Schussweite von rund 120 km erzielen sollten. Aufgrund der großen benötigten Pulvermenge forderte das Heereswaffenamt daraufhin eine Rakete mit reduzierter Nutzlast und einer Schussweite von 200 km. Die Entwicklung der Rheinbote-Rakete begann im Jahr 1942 bei Rheinmetall-Borsig unter der Leitung von Heinrich Klein. Dieser hatte ein Team von etwa 40 Arbeitskräften zur Verfügung. Während man sich zuerst auf einen Entwurf mit zwei Antriebsstufen konzentrierte, kamen später Raketen mit drei und schlussendlich vier Antriebsstufen hinzu. Um die geforderte Schussweite zu erreichen, musste dabei die Nutzlast immer weiter reduziert werden. Die verschiedenen Raketen wurden in der Raketenerprobungsstelle Rumbke erprobt. Viele der Versuchsschießen endeten mit einer Havarie und die Raketen mussten abgeändert und nachgebessert werden. Die definitive Ausführung mit dem Tarnnamen RhZ 61/9 war schließlich im April 1943 bereit. Bei einer Vorführung für das Heereswaffenamt am 29. September 1944 wurden vier Raketen gestartet. Auch bei dieser Vorführung kam es bei einer Rakete zu einer Fehlfunktion, so dass diese in rund 200 m Entfernung zur Feuerstellung einschlug. Aufgrund der großen Pulvermenge die für eine Nutzlast von lediglich 40 kg benötigt wurden, empfahl Walter Dornberger die Versuche abzubrechen. Weiter funktionierten die Raketen unzuverlässig und hatten eine viel zu große Streuung. Auf Veranlassung von Hans Kammler sowie der bestehenden „Führerforderung“ wurden die Versuche aber fortgeführt. Auf Hans Kammlers Drängen bei Adolf Hitler wurde von diesem im November 1944 die Aufstellung einer Rheinboten-Batterie sowie die sofortige Produktion von 300 Rheinboten-Raketen befohlen. Bis zum Jahresende wurden daraufhin im Rheinmetall-Werk in Berlin-Marienfelde 154 Raketen produziert und im Januar 1945 kamen weitere 88 dazu. Für die Produktion einer Rakete wurden 132 Arbeitsstunden benötigt und der Preis für eine Rakete betrug 5000 RM. Am 6. Februar 1945 wurde die Produktion eingestellt, weil die 25-kg-Sprengladung nicht lohnte, dafür über 590 kg Pulver und hochwertigen Stahl einzusetzen. Die später angedachten Ausführungen Rheinbote II (Schussdistanz 210 km, Nutzlast 200 kg) und Rheinbote III (Schussdistanz 250 km, Nutzlast 785 kg) kamen nicht über das Projektstadium hinaus.

## Technik

### Aufbau
Der Rheinbote war eine vierstufige Kurzstreckenrakete mit Feststoffantrieb. Aufgrund der langen und dünnen Rumpfform bekam die Rakete auch den Spitznamen fliegender Bleistift. Die Antriebsstufen waren übereinander angebracht und zündeten nacheinander. Die erste Stufe (Startstufe) hatte eine Länge von 1,985 m, einen Durchmesser vom 535 mm und wog 695 kg. Darin waren 254 kg Schwarzpulver als Raketentreibstoff verbaut. Bei einer Brenndauer von rund einer Sekunde wurde ein Schub von 372,6 kN erreicht. Die erste Stufe hatte hinten sechs Düsen und außen waren sechs trapezförmige Stabilisierungsflächen mit einer Spannweite von 1460 mm montiert. Die zweite und dritte Stufe hatten eine Länge von 3,5 m sowie einen Durchmesser vom 268 mm. Als Treibstoff kam eine Mischung aus 140 kg Diethylenglycoldinitrat, Diglykol und Blitzlichtpulver zur Anwendung. Bei einer Brenndauer von rund 5 Sekunden wurde ein Schub von 54,9 kN erreicht. Die zweite und dritte Stufe hatten hinten je eine Düse und außen waren sechs trapezförmige Stabilisierungsflächen montiert. Diese hatten bei der zweiten Stufe eine Spannweite von 980 mm. Die vierte Stufe hatte eine Länge von 4 m, einen Durchmesser vom 190 mm und wog 160 kg. Es wurde 60 kg desselben Raketentreibstoffs wie in der zweiten und dritten Stufe verwendet. Das Raketentriebwerk verwendete eine Düse und entwickelte bei einer Brenndauer von rund 3 Sekunden einen Schub von 33,3 kN. Zuoberst auf der vierten Stufe befand sich hinter der ogiven Raketenspitze der Gefechtskopf. Dieser wog 40 kg bei einem Sprengstoffanteil von 25 kg Amatol. Am Boden des Gefechtskopfes war der EI. A. Z. 631-Aufschlagzünder mit der Zündladung in der Raketenspitze angebracht.

### Funktion
Der Start der Rheinbote-Rakete erfolgte ab einem umgebauten Meillerwagen oder einer modifizierten 8,8-cm-Flak 41-Lafette. Dafür wurde die Rakete auf die Startschiene der Lafette aufgesetzt. Dann wurde für die Raketen-Reichweitesteuerung der Neigungswinkel der Startschiene entsprechend eingestellt. Für die maximale Schussdistanz von 220 km wurde die Startschiene in der vertikalen in einem Winkel von 65° angestellt. Für eine Schussdistanz von 160 km betrug dieser Winkel 75°. Der Kurswinkel (Azimut) wurde vor dem Start grob mit der Richtung des Startfahrzeuges festgelegt und durch Schwenken der Startschiene präzise eingestellt. Der Raketenstart erfolgte mittels einer kabelgebundenen Bedienkonsole aus sicherer Entfernung. Dabei wurde die erste Stufe (Startstufe) elektrisch gezündet und die Rakete hob von der Startschiene ab. Die Antriebsstufen wurden nach dem Ausbrennen mit einem Uhrwerkzünder abgesprengt und die nächste Stufe wurde gezündet. Der angetriebene Raketenflug (engl. boost phase) dauerte rund 25 Sekunden. Jetzt war die Rakete rund 10 km vom Startplatz entfernt und hatte eine Flughöhe von 14 km. Der Weiterflug der Rakete erfolgte nun antriebslos auf der Flugbahn einer Wurfparabel. Bei der maximalen Schussdistanz von 220 km betrug dabei das Apogäum 78 km. Bei einer Schussdistanz von 160 km betrug dieser Wert 105 km. Die maximale Schussdistanz von 220 km wurde in rund 260 Sekunden zurückgelegt. Dabei lag die Fluggeschwindigkeit zwischen 1520 und 1640 m/s (rund Mach 4,8). Die Rakete verfügte über keine Lenkung und der Flug wurde lediglich durch die Stabilisierungsflächen stabilisiert. Die daraus resultierende große Streuung führte zu einem Streukreisradius (CEP) von bis zu 6 km. Bei der Detonation auf sandigem Boden erzeugt der 40-kg-Gefechtskopf nur einen kleinen Krater mit einer Tiefe von 1,2–1,5 m und einem Durchmesser von 1,5–4 m. Aufgrund der großen Streuung und der geringen Sprengwirkung eigneten sich die Rheinboten-Raketen nur zum Einsatz als Terrorwaffe.

## Kriegseinsatz
Die Artillerie-Abteilung 709 wurde Ende November 1944 aufgestellt und bezog im Dezember 1944 ihre Stellung bei Zwolle in den Niederlanden. Von dort und aus einer Stellung bei Nunspeet wurden bis Ende Januar 1945 je nach Quelle 70–200 Rheinbote-Raketen in Richtung Antwerpen gestartet. Das Ziel, der Hafen von Antwerpen wurde aufgrund der großen Streuung mit keiner Rakete getroffen. Aufgrund der geringen Sprengwirkung blieb der Rheinboten-Beschuss neben dem massiven Beschuss von A4- und Fi-103-Raketen bei den Alliierten Streitkräften nahezu unbemerkt.